# 1629 en science
| Années de la science : 1626 - 1627 - 1628 - 1629 - 1630 - 1631 - 1632    |
| Décennies de la science : 1590 - 1600 - 1610 - 1620 - 1630 - 1640 - 1650 |

Cet article présente les faits marquants de l'année 1629 en science.

## Événements

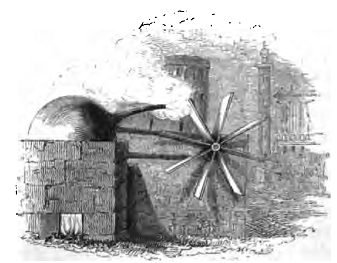
machine à vapeur de Giovanni Branca

- 20 mars : Christoph Scheiner signale l'existence d'un phénomène de halo (co-soleil)[1].
- Giovanni Branca projette une machine à vapeur[2].

- Le mathématicien français Pierre de Fermat pose les rudiments du calcul différentiel dans une lettre à Mersenne intitulée Théorie de la recherche du maximum et du minimum[3].

- Bonaventura Cavalieri présente aux savants et magistrats de Bologne sa méthode des indivisibles (publiée en 1635)[4].

## Publications
- Nicolas Ager : Disputatio de anima vegetativa, 1629 ;
- Giovanni Branca: Le Machine volume nuovo, et di molto artificio da fare effetti maravigliosi tanto Spiritali quanto di Animale Operatione, arichito di bellissime figure, Rome, 1629 ;
- Christopher Grienberger : Euclidi sex primi Elementorum Geometricum libri, Rome, 1629.

## Naissances

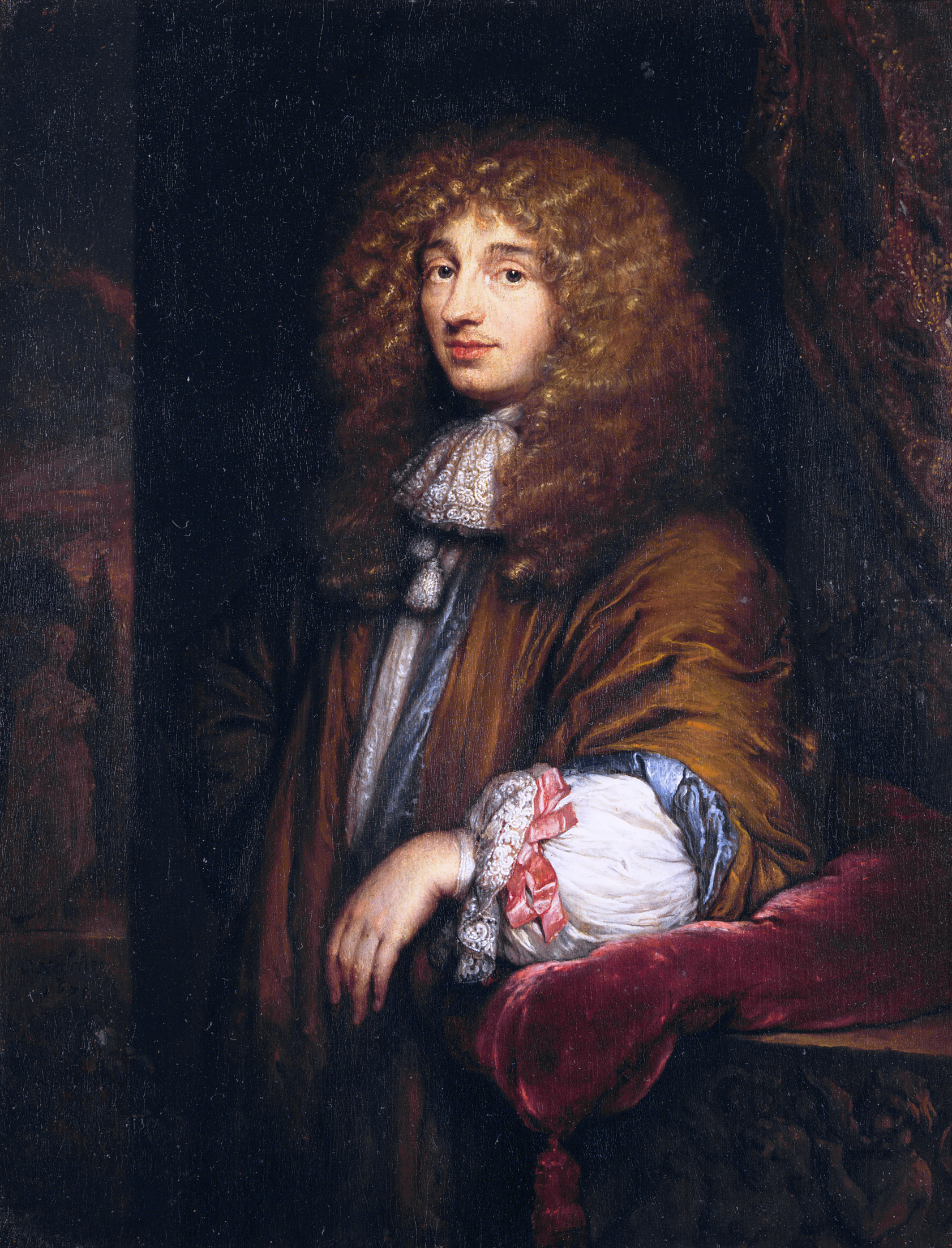
Christian Huygens

- 2 mars : Nicolas de Croixmare (mort en 1680), écrivain, mathématicien et alchimiste français.
- 14 avril : Christian Huygens (mort en 1695), mathématicien, astronome et physicien néerlandais.
- 23 avril : Jan Commelijn (mort en 1692), botaniste néerlandais.
- 6 novembre : Johann Heinrich Glaser (mort en 1675), médecin suisse.

- Vers 1629 : 
  - Antoine d'Aquin (mort en 1696), médecin français.
  - Laurent Cassegrain (mort en 1693), prêtre et physicien français.
  - Christophe Glaser (mort en 1672), pharmacien suisse.

## Décès
- 25 avril : Jean Robin (⁰ 1550), botaniste français.
- 13 juillet : Caspar Bartholin le Vieux (⁰ 1585), polymathe, professeur de médecine et de théologie danois.
- 31 août : Jean Duret (né en 1563), médecin français.
- 6 septembre : Antonio Bosio (né en 1575), antiquaire maltais.
- 29 septembre : Jean Faber (Joannes Faber) (vers 1570), médecin anatomiste et botaniste italien d’origine allemande.
- 3 octobre : Pierre Bertius (né en 1565), mathématicien et cartographe néerlandais.